# Cujó
Cujó is een plaats (freguesia) in de Portugese gemeente Castro Daire en telt 410 inwoners (2001).